# Borneo
Borneo, koji u Indoneziji nazivaju Kalimantan, ima površinu od 743.122 km² pa je treći po veličini otok na svijetu (poslije Grenlanda i Nove Gvineje). Nalazi se usred Indonezijskog otočja, a politički je podijeljeno između Indonezije, Malezije i Bruneja.

## Zemljopis
Obala otoka je zbog močvarnih šuma mangrova relativno nepristupačna, što kao posljedicu ima i slabu naseljenost obala. Čak niti većina rijeka nisu (zbog morskih nanosa) pristupačne s morske strane. Velika područja su još uvijek pokrivena gustim prašumama. Brunej je rijeka na otoku Borneo koja se deltom kod grada Bandar Seri Begawan ulijeva u Južno kinesko more.
Od krajnjeg sjevernog dijela otoka, Kap Sampanmangio, pa do sjeverozapadnog kraja na Kap Datu pruža se dugačak brdski lanac. Na centralnoj visoravni izdiže se više grupa brda okruženih nizinama. Najviša točka na otoku je Mount Kinabalu (4101 m nad morem) i nalazi se na sjeveroistoku. Brda od granita i škriljevca su pretežno na zapadnom dijelu Bornea.
Obala je dugačka 4.971 km. Nije jako razuđena, no ipak ima nekoliko dobrih i sigurnih zaljeva u kojima su luke.
Zapadno od Bornea su otoci Anamba. Zapadno od indonezijsko dijela otoka nalaze se otoci Karimata.

## Klima
Klima Bornea je izraženo tropska. Prosječna temperatura koleba od 27,7°C u svibnju i 26,7°C u prosincu. Veći južni dio Bornea ima izraženo jedno sušno i jedno kišno razdoblje, dok su na sjeveru po dva takva razdoblja. 

## Stanovništvo
Na Borneu živi 15.721.384 ljudi (stanje u siječnju 2005.) pa je time gustoća stanovništva samo 16 stanovnika na km².
Stanovništvo na otoku čine narod Dajaka, Malajci i Kinezi. Većinu malajskog stanovništva čine potomci Deutero Malajaca, koji su, povijesno gledano, stigli na Borneo u drugom valu naseljavanja otoka iz Azije preko Malajskog poluotoka.
U unutrašnjosti Bornea žive Penani, grupe lovaca i sakupljača, koji etnološki pripadaju tako zvanim Proto Malajcima, koji su na otok stigli u prvom valu naseljavanja malajsko-indoneziskih naseljenika.
U nekim rubnim obalnim područjima mogu se sresti naselja naroda Orang Lauta. Zbog njihovog skitalačkog načina života koji se najčešće odvija gotovo isključivo na čamcima, sjedilačko stanovništvo ih često naziva i morskim Ciganima, što je s jedne strane pogrdno, a s druge netočno, jer nemaju nikakvu srodnost s Romima na koje se često odnosi taj naziv.
Nadalje, u unutrašnjosti Bornea živi, prema procjeni, oko 240.000 pripadnika naroda Iban.
Većina stanovništva Kalimantana su ili muslimani ili praktični animisti. Postoji i kršćanska manjina. Oko 15% Dajaka su prešli, barem formalno, na kršćanstvo u okviru misionarskih pokušaja tijekom 19. stoljeća.

## Povijest
Tijekom zlatnog razdoblja Malajskog sultanata Brunej od 15.do 17. stoljeća, a nakon propasti Malačkog carstva s područja Jugoistočne Azije, oni su vladali cijelim otokom. Kasnije su sjeverni dio Bornea kontrolirali malajski Sulu sultanati (1473. – 1899.) s izuzetkom pojedinih područja koja su bila pod kontrolom Sjeverne Borneo Kompanije. Područje pod kontrolom Brunejskog sultanata je s vremenom na razne načine došlo pod kontrolu britanske porodice Brooke.
U ranom 19. vijeku britanski i nizozemski kolonizarori se sporazumijevaju o korištenju luka pod njihovom kontrolom. Istočni dio Bornea kontroliraju nizozemski a zapadni britanski trgovci (slično, Malaka je data na upravu Britancima u zamjenu za razne luke na Javi, dok je Sumatra data na upravljanje Nizozemcima)
Za vrijeme Drugog svjetskog rata Japan je okupirao Borneo (1941. – 1945.) i desetkovao domaću malajsku populaciju, a naročito intelektualce, ukljućujući i postjeće sultanate na Kalimantanu. 
U razdoblju između 1962. i 1966. su Malezija i Indonezija imali ozbiljne sporove oko Bornea, a u današnje vrijeme se Filipini spore s Indonezijom oko teritorija na sjeveru otoka.

## Gospodarstvo
Od prirodnih bogatstava na otoku ima ugljena i nafte, dok se od poljoprivrednih proizvoda uzgaja, odnosno pridobiva kopra, sago i kaučuk. Na jugoistoku se uzgaja papar. Vrlo je značajno i šumsko gospodarstvo (sječa skupocjenih tropskih stabala). Zbog gotovo nekontrolirane sječe dragocjenih kišnih šuma Indonezija se na međunarodnoj ravni našla izložena ozbiljnim kritikama.

## Politička podjela
Politički, Borneo je podijeljen na sultanat Brunej, malezijske pokrajine Sarawak i Sabah, te indonezijske provincije Kalimantan Barat, Kalimantan Tengah, Kalimantan Selatan i Kalimantan Timur. Time je Borneo jedini otok koji je podijeljen između tri države (Popis podijeljenih otoka).

## Vanjske poveznice
|  | Zajednički poslužitelj ima još gradiva o temi Borneo |